# ليستير وليامز (مغني)
ليستير وليامز (بالإنجليزية: Lester Williams)‏ هو مغني وكاتب أغاني أمريكي، ولد في 24 يونيو 1920 في غروفتون في الولايات المتحدة، وتوفي في 13 نوفمبر 1990 في هيوستن في الولايات المتحدة.

## وصلات خارجية
- ليستير وليامز على موقع ميوزك برينز (الإنجليزية)
- ليستير وليامز على موقع أول ميوزيك (الإنجليزية)
- ليستير وليامز على موقع ديسكوغز (الإنجليزية)